# Madson de Souza Silva
Madson de Souza Silva (Curitiba, Paraná; 26 de agosto de 1999), conocido simplemente como Madson, es un futbolista brasileño que juega como delantero en el Fútbol Club Juárez de la Primera División de México.

## Trayectoria
Madson hizo su debut profesional con el Corinthians en una derrota por 2-1 en el Campeonato Paulista ante Ponte Preta el 30 de enero de 2020.
El 1 de septiembre de 2021 se incorporó al Estrela da Amadora en la Liga Portugal 2 en calidad de préstamo,
El 11 de julio de 2022, Madson firmó un contrato de cuatro años con Moreirense. 

## Palmarés
- Campeón co el Atlético Clube Goianiense en 2019, en el Campeonato Goiano de Brasil.